# The Satanic Verses

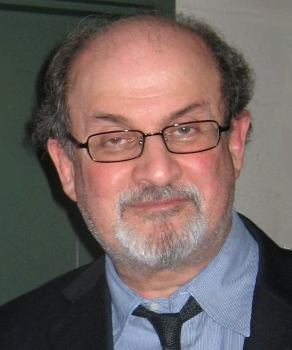
Salman Rushdie, 2008

Những vần thơ của Quỷ Satan là cuốn tiểu thuyết thứ tư của nhà văn người Anh gốc Ấn Salman Rushdie. Được xuất bản lần đầu vào tháng 9 năm 1988, cuốn sách được lấy cảm hứng từ cuộc đời của nhà tiên tri Hồi giáo Muhammad. Cũng như những cuốn sách trước của mình, Rushdie sử dụng hiện thực huyền ảo và dựa vào các sự kiện và con người đương thời để tạo ra các nhân vật của mình. Tiêu đề đề cập đến những câu Kinh thánh, một nhóm các câu Qur’an đề cập đến ba nữ thần Meccan ngoại đạo: Allāt, Al-Uzza và Manāt. Phần của câu chuyện liên quan đến "những câu thơ của satan" dựa trên lời kể của các nhà sử học al-Waqidi và al-Tabari.
Tại Vương quốc Anh, Những câu thơ của Satan đã nhận được những đánh giá tích cực, lọt vào vòng chung kết của Giải Booker năm 1988 (thua Oscar và Lucinda của Peter Carey) và giành được Giải thưởng Whitbread năm 1988 cho tiểu thuyết của năm. Tuy nhiên, tranh cãi lớn xảy ra sau đó khi người Hồi giáo cáo buộc điều đó là báng bổ và chế giễu đức tin của họ. Sự phẫn nộ của những người Hồi giáo dẫn đến việc Ayatollah Ruhollah Khomeini, khi đó là Lãnh tụ Tối cao của Iran, kêu gọi cái chết của Rushdie vào ngày 14 tháng 2 năm 1989. Kết quả là một số nỗ lực ám sát thất bại nhằm vào Rushdie, người được chính phủ Vương quốc Anh đặt dưới sự bảo vệ của cảnh sát, và các cuộc tấn công nhằm vào một số cá nhân có liên hệ, bao gồm cả vụ sát hại người phiên dịch Igarashi Hitoshi. Rushdie sau đó bị đâm vào tháng 8 năm 2022 trong một buổi nói chuyện công khai ở New York, Hoa Kỳ.
Lo sợ bất ổn, chính quyền Rajiv Gandhi ở Ấn Độ đã chặn việc nhập khẩu sách.

## Cốt truyện
Những câu thơ của Satan bao gồm một câu chuyện khung, sử dụng các yếu tố hiện thực huyền ảo, xen kẽ với một loạt các tình tiết phụ được kể lại như những giấc mơ do một trong những nhân vật chính trải qua. Câu chuyện khung, giống như nhiều câu chuyện khác của Rushdie, liên quan đến những người Ấn Độ xa xứ ở nước Anh đương đại. Hai nhân vật chính, Gibreel Farishta và Saladin Chamcha, đều là những diễn viên gốc Hồi giáo Ấn Độ. Farishta là một siêu sao Bollywood chuyên đóng vai các vị thần Hindu. (Nhân vật là một phần dựa trên các ngôi sao điện ảnh Ấn Độ Amitabh Bachchan và N. T. Rama Rao.) Chamcha là một người di cư, người đã phá vỡ bản sắc Ấn Độ của mình và làm việc như một nghệ sĩ lồng tiếng ở Anh.
Ở phần đầu của cuốn tiểu thuyết, cả hai đều bị mắc kẹt trong một chiếc máy bay không tặc bay từ Ấn Độ đến Anh. Máy bay phát nổ trên eo biển Manche, nhưng cả hai đã được cứu một cách kỳ diệu. Trong một cuộc biến hình kỳ diệu, Farishta mang nhân cách của tổng lãnh thiên thần Gabriel và Chamcha có tính cách của ác quỷ. Chamcha bị bắt và trải qua thử thách lạm dụng của cảnh sát vì nghi ngờ là một người nhập cư bất hợp pháp. Sự biến đổi của Farishta là một phần có thể được đọc ở mức độ thực tế như một triệu chứng của sự phát triển bệnh tâm thần phân liệt của nhân vật chính.
Cả hai nhân vật đấu tranh để mảnh ghép cuộc sống của họ trở lại với nhau. Farishta tìm kiếm và tìm thấy tình yêu đã mất của mình, vận động viên leo núi người Anh Allie Cone, nhưng mối quan hệ của họ bị lu mờ bởi căn bệnh tâm thần của anh ta. Chamcha, sau khi lấy lại hình dạng con người của mình một cách thần kỳ, muốn trả thù Farishta vì đã bỏ rơi anh ta sau cú rơi chung của họ từ chiếc máy bay bị cướp. Anh làm như vậy bằng cách nuôi dưỡng sự ghen tuông bệnh hoạn của Farishta và do đó phá hủy mối quan hệ của anh với Allie. Trong một khoảnh khắc khủng hoảng khác, Farishta nhận ra những gì Chamcha đã làm, nhưng vẫn tha thứ cho anh ta và thậm chí cứu mạng anh.
Cả hai trở lại Ấn Độ. Farishta ném Allie xuống một tầng cao trong một đợt bùng phát ghen tuông khác và sau đó chết bằng cách tự vẫn. Chamcha, người không chỉ tìm thấy sự tha thứ từ Farishta mà còn hòa giải với người cha ghẻ lạnh và bản sắc Ấn Độ của chính mình, quyết định ở lại Ấn Độ.

### Chuỗi giấc mơ
Nhúng vào câu chuyện này là một loạt các câu chuyện kể về giấc mơ nửa ảo diệu, được ghi vào tâm trí của Farishta.
Một trong những phần tiếp theo là bản tường thuật hư cấu về cuộc đời của Muhammad (được gọi là "Mahound" hay "Sứ giả" trong tiểu thuyết) ở Jahilia. Trung tâm của nó là tập của những câu được gọi là satan, trong đó nhà tiên tri lần đầu tiên công bố một điều mặc khải trong việc chấp nhận ba trong số các vị thần đa thần cũ, nhưng sau đó từ bỏ điều này như một lỗi do Ma quỷ gây ra. Cũng có hai đối thủ của "Sứ giả": một nữ tu sĩ ngoại đạo, người Hind, và một nhà thơ châm biếm và hoài nghi, Baal. Khi nhà tiên tri trở về Mecca trong chiến thắng, Baal đi trốn trong một nhà thổ dưới lòng đất, nơi các cô gái điếm giả danh những người vợ của nhà tiên tri. Ngoài ra, một trong những người bạn đồng hành của nhà tiên tri tuyên bố rằng anh ta, nghi ngờ tính xác thực của "Người đưa tin", đã thay đổi một cách tinh vi các phần của Kinh Qur'an khi chúng được viết cho anh.
Đoạn thứ hai kể về câu chuyện của Ayesha, một cô gái nông dân Ấn Độ, người tuyên bố đang nhận được những điều tiết lộ từ Archangel Gibreel. Cô lôi kéo tất cả cộng đồng làng của mình tham gia một cuộc hành hương bằng chân đến Mecca, tuyên bố rằng họ sẽ có thể đi bộ qua Biển Ả Rập. Cuộc hành hương kết thúc trong một cao trào thảm khốc khi tất cả các tín đồ bước xuống nước và biến mất, trong bối cảnh những lời khai mâu thuẫn đáng lo ngại từ các nhà quan sát về việc họ chỉ bị chết đuối hay thực sự có thể vượt biển một cách thần kỳ.
Chuỗi giấc mơ thứ ba trình bày hình ảnh của một nhà lãnh đạo tôn giáo người nước ngoài cuồng tín, "Imam", trong một bối cảnh cuối thế kỷ 20. (Điều này rõ ràng là châm biếm chính Khomeini.)

## Phê bình và phân tích văn học
Nhìn chung, cuốn sách nhận được những đánh giá thuận lợi từ các nhà phê bình văn học. Trong một tập sách năm 2003 chỉ trích sự nghiệp của Rushdie, nhà phê bình có ảnh hưởng lớn Harold Bloom đã đặt tên Những câu thơ của Satan là "Thành tựu thẩm mỹ lớn nhất của Rushdie".
Timothy Brennan gọi tác phẩm là "cuốn tiểu thuyết tham vọng nhất chưa được xuất bản để đối phó với trải nghiệm của người nhập cư ở Anh", ghi lại sự mất phương hướng giống như giấc mơ của những người nhập cư và quá trình "kết hợp qua lại" của họ. Cuốn sách được coi là "một nghiên cứu cơ bản về sự xa lánh."
Muhammd Mashuq ibn Ally đã viết rằng "Những câu thơ của Satan nói về bản sắc, sự xa lánh, vô căn cứ, sự tàn bạo, sự thỏa hiệp và sự tuân thủ. không thể sống một cuộc sống vô danh, họ làm trung gian giữa cả hai. Những câu thơ của Satan là sự phản ánh tình thế khó xử của tác giả. "Tác phẩm là một "mặc dù siêu thực, ghi lại cuộc khủng hoảng danh tính liên tục bởi chính tác giả của nó." Ally nói rằng cuốn sách tiết lộ tác giả cuối cùng là "nạn nhân của chủ nghĩa thực dân Anh thế kỷ XIX." Bản thân Rushdie đã lên tiếng xác nhận cách giải thích này về cuốn sách của mình, nói rằng nó không phải về Hồi giáo, "mà là về sự di cư, biến thái, bản thân bị chia rẽ, tình yêu, cái chết, Luân Đôn và Bombay." Ông cũng đã nói "Đó là một cuốn tiểu thuyết tình cờ chứa đựng sự phân biệt của chủ nghĩa duy vật phương Tây. Giọng điệu truyện tranh."

Sau khi cuộc tranh cãi về Những câu thơ của Satan phát triển, một số học giả quen thuộc với cuốn sách và toàn bộ tác phẩm của Rushdie, như M. D. Fletcher, đã xem phản ứng này là mỉa mai. Fletcher viết "Có lẽ một sự mỉa mai có liên quan rằng một số biểu hiện chính của sự thù địch đối với Rushdie đến từ những người về ai và (theo nghĩa nào đó) mà ông ấy đã viết." Ông cho biết các biểu hiện của cuộc tranh cãi ở Anh: 
thể hiện sự tức giận phát sinh một phần từ sự thất vọng của trải nghiệm di cư và phản ánh chung là những thất bại trong quá trình hội nhập đa văn hóa, cả hai đều là chủ đề quan trọng của Rushdie. Rõ ràng, lợi ích của Rushdie tập trung vào việc khám phá cách thức di cư nâng cao nhận thức của một người rằng nhận thức về thực tế là tương đối và mong manh, cũng như bản chất của đức tin tôn giáo và sự mặc khải, chưa kể đến sự thao túng chính trị của tôn giáo. Những giả định của riêng Rushdie về tầm quan trọng của văn học song song với giá trị nghĩa đen của chữ viết trong truyền thống Hồi giáo ở một mức độ nào đó. Nhưng Rushdie dường như đã cho rằng các cộng đồng và nền văn hóa đa dạng chia sẻ một số mức độ nền tảng đạo đức chung trên cơ sở đó có thể ghép nối các cuộc đối thoại lại với nhau, và có lẽ vì lý do này mà ông đã đánh giá thấp bản chất không thể thay đổi của sự thù địch được gợi lên bởi Những câu thơ của Satan, mặc dù chủ đề chính của cuốn tiểu thuyết đó là bản chất nguy hiểm của các hệ thống niềm tin chuyên chế, khép kín.

Ảnh hưởng của Rushdie từ lâu đã trở thành một điểm thu hút sự quan tâm của các học giả khi nghiên cứu tác phẩm của ông. Theo W. J. Weatherby, những người có ảnh hưởng đến Những câu thơ của Satan được liệt kê là James Joyce, Italo Calvino, Franz Kafka, Frank Herbert, Thomas Pynchon, Mervyn Peake, Gabriel García Márquez, Jean-Luc Godard, J. G. Ballard và William S. Burroughs. Angela Carter viết rằng cuốn tiểu thuyết có "những phát minh như thành phố Jahilia, 'được xây dựng hoàn toàn bằng cát', mang lại cái gật đầu cho Calvino và một cái nháy mắt với Frank Herbert".
Phân tích của Srinivas Aravamudan về Những câu thơ của Satan nhấn mạnh tính chất châm biếm của tác phẩm và cho rằng mặc dù nó và Những đứa trẻ lúc nửa đêm có vẻ giống "sử thi truyện tranh" hơn, "rõ ràng những tác phẩm đó mang tính châm biếm cao" theo một dòng tương tự của trào phúng hậu hiện đại do Joseph Heller tiên phong trong Catch-22.
Những câu thơ của Satan tiếp tục thể hiện thiên hướng của Rushdie trong việc sắp xếp công việc của mình dưới dạng những câu chuyện song song. Trong cuốn sách "có những câu chuyện chính song song, chuỗi giấc mơ và hiện thực xen kẽ, được gắn với nhau bằng tên lặp lại của các nhân vật trong mỗi câu chuyện; điều này cung cấp các nội dung liên quan trong mỗi cuốn tiểu thuyết bình luận về các câu chuyện khác." Những câu thơ của Satan cũng thể hiện thói quen phổ biến của Rushdie là sử dụng các ám chỉ để gọi ra các liên kết hàm ý. Trong cuốn sách, ông đã đề cập đến mọi thứ, từ thần thoại cho đến "một người duy nhất gợi nhớ nền văn hóa đại chúng gần đây".

## Tranh cãi
Cuốn tiểu thuyết đã gây ra tranh cãi lớn trong cộng đồng Hồi giáo vì những gì một số người Hồi giáo tin rằng đó là những tham chiếu báng bổ. Họ buộc tội ông do lạm dụng quyền tự do ngôn luận. Pakistan đã cấm cuốn sách vào tháng 11 năm 1988. Vào ngày 12 tháng 2 năm 1989, một cuộc biểu tình mạnh mẽ với 10.000 người chống lại Rushdie và cuốn sách đã diễn ra ở Islamabad, Pakistan. Sáu người biểu tình đã thiệt mạng trong một cuộc tấn công vào Trung tâm Văn hóa Mỹ, và một văn phòng American Express bị lục soát. Khi tranh cãi lan rộng, việc nhập khẩu cuốn sách đã bị cấm ở Ấn Độ và nó đã bị đốt cháy trong các cuộc biểu tình ở Vương quốc Anh.
Trong khi đó, Ủy ban Bình đẳng chủng tộc và một tổ chức tư tưởng tự do, Viện Nghiên cứu Chính sách, đã tổ chức các cuộc hội thảo về vụ Rushdie. Họ không mời tác giả Fay Weldon, người đã lên tiếng phản đối việc đốt sách, nhưng đã mời Shabbir Akhtar, một sinh viên tốt nghiệp triết học Cambridge, người đã kêu gọi "một thỏa hiệp có thương lượng" sẽ "bảo vệ sự nhạy cảm của người Hồi giáo trước sự khiêu khích vô cớ". Nhà báo kiêm tác giả Andy McSmith đã viết vào thời điểm đó “Tôi lo sợ rằng chúng tôi đang chứng kiến sự ra đời của một nền chính thống 'tự do' phi đạo đức mới và nguy hiểm được thiết kế để phù hợp với Tiến sĩ Akhtar và những người bạn theo trào lưu chính thống của ông."

### Fatwa
Vào giữa tháng 2 năm 1989, sau một cuộc bạo động chống lại cuốn sách ở Pakistan, Ayatollah Ruhollah Khomeini, lúc đó là Lãnh tụ Tối cao của Iran và là một học giả Shiite, đã đưa ra lời kêu gọi giết chết Rushdie và các nhà xuất bản của ông, và kêu gọi những người Hồi giáo chỉ ra cho anh ta những kẻ có thể giết ông ta nếu chính họ không thể. Mặc dù chính phủ Bảo thủ Anh dưới thời Margaret Thatcher đã cho cảnh sát bảo vệ Rushdie suốt ngày đêm, nhiều chính trị gia của cả hai phe đều tỏ ra thù địch với tác giả. Nghị sĩ Lao động Anh Keith Vaz dẫn đầu một cuộc tuần hành qua Leicester ngay sau khi ông đắc cử năm 1989 kêu gọi cấm cuốn sách, trong khi chính trị gia Đảng Bảo thủ Norman Tebbit, cựu chủ tịch của đảng, gọi Rushdie là một "nhân vật phản diện xuất sắc" có "cuộc sống công khai một hồ sơ về những hành động đê hèn phản bội lại nền giáo dục, tôn giáo, quê hương và quốc tịch của con nuôi".
Nhà báo Christopher Hitchens kiên quyết bảo vệ Rushdie và kêu gọi các nhà phê bình lên án hành vi bạo lực của Fatwa thay vì đổ lỗi cho cuốn tiểu thuyết hay tác giả. Hitchens coi fatwa là phát súng mở màn trong cuộc chiến văn hóa về tự do.
Bất chấp tuyên bố hòa giải của Iran vào năm 1998 và tuyên bố của Rushdie rằng ông sẽ ngừng sống ẩn náu, hãng thông tấn nhà nước Iran đã đưa tin vào năm 2006 rằng fatwa sẽ tồn tại vĩnh viễn vì fatawa chỉ có thể bị hủy bỏ bởi người đầu tiên ban hành chúng, và Khomeini đã chết từ đó.

### Bạo lực, ám sát và cố gắng giết người
Hitoshi Igarashi, phiên dịch viên tiếng Nhật của Rushdie, bị một người phụ nữ quét dọn tìm thấy, bị đâm chết vào ngày 13 tháng 7 năm 1991 trong khuôn viên trường đại học nơi ông giảng dạy gần Tokyo. Mười ngày trước khi Igarashi bị giết, phiên dịch tiếng Ý của Rushdie, Ettore Capriolo, đã bị thương nặng bởi một kẻ tấn công tại nhà riêng của ông ở Milan do bị đâm nhiều nhát vào ngày 3 tháng 7 năm 1991. William Nygaard, nhà xuất bản Na Uy của Những câu thơ của Satan, đã bị thương nặng do bị một kẻ tấn công bắn ba phát vào lưng vào ngày 11 tháng 10 năm 1993 tại Oslo. Nygaard đã sống sót, nhưng đã mất nhiều tháng trong bệnh viện để hồi phục. Dịch giả người Thổ Nhĩ Kỳ Aziz Nesin của cuốn sách là mục tiêu dự kiến của một đám đông đốt phá khách sạn Madimak sau buổi cầu nguyện thứ Sáu ngày 2 tháng 7 năm 1993 ở Sivas, Thổ Nhĩ Kỳ, giết chết 37 người, chủ yếu là học giả, nhà thơ và nhạc sĩ người Alevi. Nesin thoát chết khi đám đông theo chủ nghĩa chính thống không nhận ra anh ta sớm trong cuộc tấn công. Được gọi là vụ thảm sát Sivas, nó được tưởng nhớ bởi người Thổ Nhĩ Kỳ Alevi, những người tụ tập ở Sivas hàng năm và tổ chức các cuộc tuần hành thầm lặng, tưởng niệm và cầu nguyện cho người bị giết.
Vào tháng 9 năm 2012, Rushdie bày tỏ nghi ngờ rằng Những câu thơ của Satan sẽ được xuất bản ngày hôm nay vì không khí "sợ hãi và lo lắng".
Vào tháng 3 năm 2016, PEN America đã báo cáo rằng tiền thưởng cho Rushdie fatwa đã được tăng thêm 600.000 đô la (430.000 bảng Anh). Các phương tiện truyền thông hàng đầu của Iran đã đóng góp số tiền này, thêm vào 2,8 triệu đô la hiện có đã được cung cấp. Đáp lại, Viện Hàn lâm Thụy Điển, cơ quan trao giải Nobel Văn học, đã bác bỏ bản án tử hình và gọi đây là "sự vi phạm nghiêm trọng do quyền tự do ngôn luận". Đây là lần đầu tiên họ bình luận về vấn đề này kể từ khi xuất bản.
Vào ngày 12 tháng 8 năm 2022, Rushdie bị tấn công trên sân khấu khi đang phát biểu tại một sự kiện của Viện Chautauqua. Một nhân chứng nói rằng Rushdie bị đâm nhiều nhát và có một vết thương ở bên phải cổ, dẫn đến mất máu nhiều. Các báo cáo ngay sau vụ đâm cho biết Rushdie đã bị tổn thương dây thần kinh ở một cánh tay, tổn thương gan, tổn thương nghiêm trọng ở mắt và mất máu nhiều, và đang thở với sự hỗ trợ của máy thở. Kẻ tấn công ngay lập tức bị bắt giữ. Anh ta bị buộc tội cố ý giết người và hành hung, không nhận tội và bị tạm giam. Đến ngày 14 tháng 8, Rushdie được cho là đã tắt máy thở và có thể nói chuyện.